# Fashion MNIST
Fashion MNIST est un jeu de données de qui contient 70 000 images en niveaux de gris  répartie sur 1 des 10 catégories. Les images montrent des vêtements, d'articles de Zalando , en basse résolution (28 x 28 pixels). La base de données est repartie en un ensemble de 60 000 exemples d'apprentissage et d'un ensemble de 10 000 exemples de test.
Cette base de données vise à remplacer le jeu de données MNIST (de chiffres écrits à la main), plus assez complexe dans une logique d'apprentissage automatique.